# Chrysops hirsuticallus
Chrysops hirsuticallus är en tvåvingeart som beskrevs av Philip 1941. Chrysops hirsuticallus ingår i släktet Chrysops och familjen bromsar. Inga underarter finns listade i Catalogue of Life.